# Lucio Julio Libón
Lucio Julio Libón  fue un político y militar romano del siglo III a. C. que alcanzó el consulado en el año 267 a. C. Pertenecía a una rama patricia de la gens Julia y está considerado un antepasado de Julio César. Con su colega consular, combatió a los salentinos y tomó Brundisium. Por esta victoria, celebró un triunfo.